# Francisco Cuenca
Francisco "Paco" Cuenca Rodríguez (Granada, 12 de agosto de 1969) es un político español, exalcalde de Granada. Accedió por dos veces a la alcaldía: la primera en 2016, tras la dimisión de su antecesor, José Torres Hurtado, que se vio obligado a dimitir a causa de la Operación Nazarí; y la segunda en 2021, tras la dimisión de Luis Salvador. Es concejal y diputado provincial de Granada.

## Biografía
Francisco Cuenca posee una diplomatura en Educación Física por la Universidad de Granada y una titulación en Alta Dirección de Entidades Sociales. Ha sido coordinador de la Delegación de la Junta de Andalucía y delegado de Obras Públicas e Innovación en Granada. Actualmente es funcionario de la Junta de Andalucía en excedencia y es padre de dos hijos. Fue el portavoz del grupo municipal socialista en la alcaldía de Granada desde 2011, cuando fue candidato en las elecciones municipales. Volvió a encabezar la candidatura del Partido Socialista Obrero Español (PSOE) en las elecciones municipales de 2015 en Granada, renovando el acta de concejal. Tras la dimisión de José Torres Hurtado como alcalde, Cuenca fue investido alcalde de Granada el 5 de mayo de 2016; apoyado por todos los grupos de la oposición, consiguió una mayoría absoluta de los votos del pleno (16 concejales). Posteriormente, el 24 de octubre de 2016, Francisco Cuenca fue imputado por la contratación de particulares para inspeccionar cursos de formación en Economía Social, una función reservada por ley a los funcionarios del Ejecutivo.
En las elecciones municipales de 2019 encabezó la candidatura del PSOE, que fue la que obtuvo mayor apoyo popular. En septiembre de 2020, la fiscalía solicitó el sobreseimiento de la causa abierta en 2016.
Tras la dimisión del anterior alcalde de Granada, Luis Salvador, y recibir el apoyo de 15 de los 27 miembros de la corporación municipal (10 PSOE, 3 Adelante Granada y 2 de Ciudadanos), el 7 de julio de 2021 fue investido de nuevo alcalde de la ciudad.